# Ornithosuchus
Ornithosuchus ist eine ausgestorbene Gattung der Archosaurier. Sie ist die namensgebend für die Ornithosuchidae, eine Gruppe räuberisch lebender Crurotarsi, die entfernt mit den Krokodilen verwandt waren. Fossilien wurden in der Lossiemouth-Sandstone-Formation in Schottland gefunden.

## Forschungsgeschichte
Thomas Henry Huxley beschrieb 1877 aus einem Steinbruch der Lossiemouth-Sandstone-Formation bei Elgin den Abdruck eines Oberkieferknochens als Dasygnathus longidens. Aus einem nahegelegenen Steinbruch in derselben Formation beschrieb Edwin Tulley Newton 1894 die neue Gattung und Art Ornithosuchus woodwardi. Zwei weitere Funde aus einem Steinbruch bei Lossiemouth wurden von George Albert Boulenger 1903 zunächst als weitere Belege von Ornithosuchus woodwardi beschrieben, 1913 jedoch durch Robert Broom in eine eigene Art Ornithosuchus taylori gestellt.
Oskar Kuhn wies 1961 darauf hin, dass der Gattungsname Dasygnathus bereits 1819 für einen in Australien vorkommenden Käfer vergeben worden war und schlug als Ersatznamen für die von Huxley beschriebenen Fossilien die Bezeichnung Dasygnathoides vor.
In einer Revision des entsprechenden Fundmaterials aus der Lossiemouth-Sandstone-Formation stellte Alick Walker 1964 die von Huxley beschriebenen Funde als Ornithosuchus longidens in die von Newton aufgestellte Gattung Ornithosuchus. Gleichzeitig wertete er sowohl Ornithosuchus taylori als auch Ornithosuchus woodwardi als Juniorsynonyme dieser Art. Maria Belén von Baczko und Martín Ezcurra zeigten 2015, dass das von Huxley beschriebene Typusmaterial nicht über ausreichende diagnostische Merkmale verfügte, verwarfen das Taxon Ornithosuchus longidens dementsprechend als Nomen dubium und benannten Ornithosuchus woodwardi als Typusart und einzigen Vertreter der Gattung Ornithosuchus.

## Merkmale

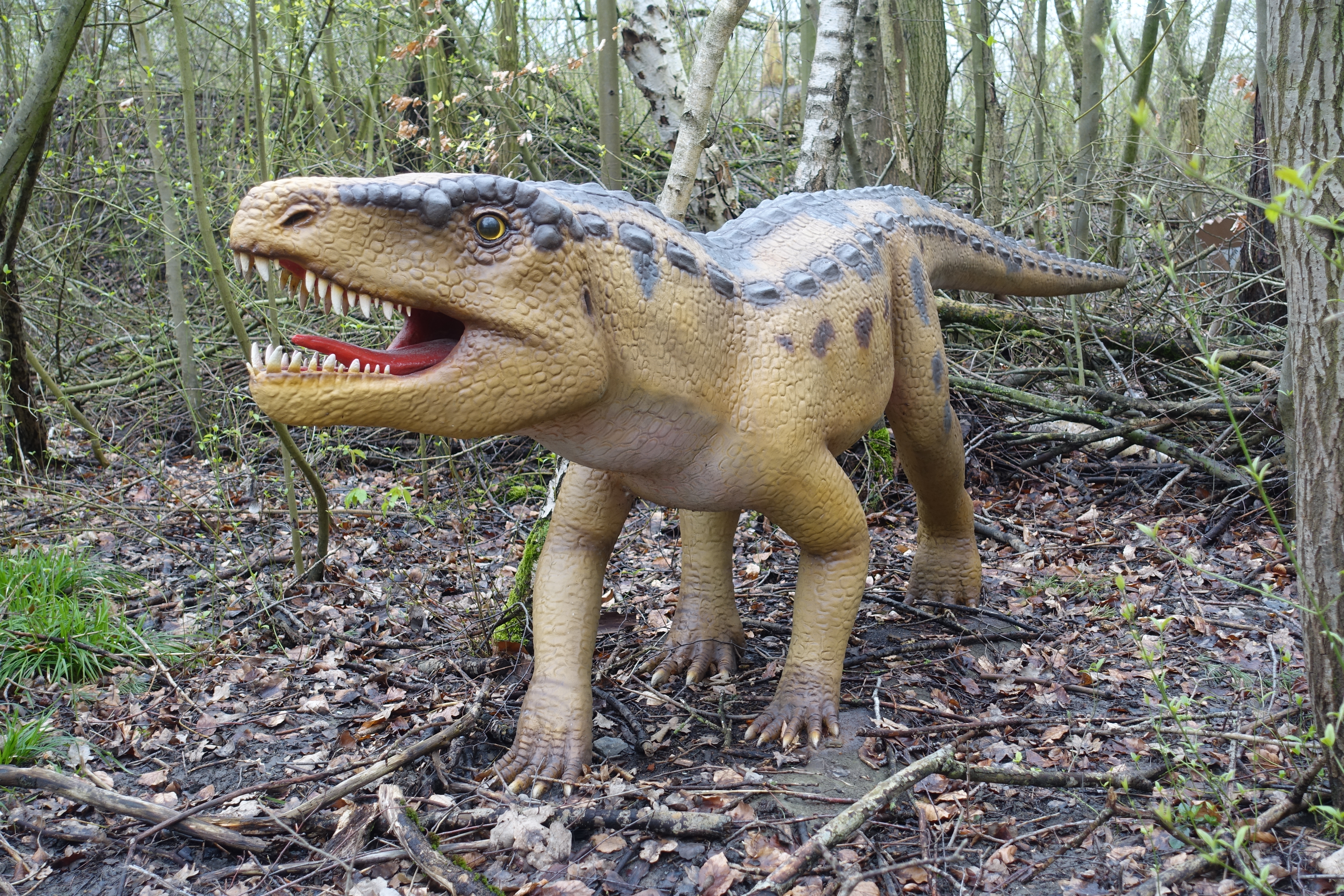
Lebendrekonstruktion von Ornithosuchus im Dinosaurier-Park Münchehagen

Ornithosuchus erreichte vermutlich eine Länge von 0,5 bis 3 Metern. Der Körper war schlank. Die langen Hintergliedmaßen von Ornithosuchus lassen darauf schließen, dass sich das Tier möglicherweise sowohl biped (zweibeinig) als auch quadruped fortbewegen konnte.

## Systematik
Ornithosuchus ist der namensgebende Vertreter der Ornithosuchidae. Neben Ornithosuchus sind Riojasuchus und Venaticosuchus die einzigen anerkannten Gattungen dieser Familie. Die äußere Systematik der Ornithosuchidae ist jedoch sehr umstritten. Laut Brusatte et al. (2010) ist der nächste Verwandte Revueltosaurus; diese bilden das Schwestertaxon der Rauisuchia.
Nesbitt (2011) hält die Ornithosuchidae für eine basale (urtümliche) Familie der Pseudosuchia, einer Gruppe innerhalb der Crurotarsi, welche eine Vielzahl ausgestorbener Gruppen wie die Rauisuchier sowie die heutigen Krokodile umfassen. Das Schwestertaxon der Ornithosuchidae bilden laut Nesbitt die Suchia.
Kladogramm nach Nesbitt (2011):
|  | Riojasuchus   |
|  |               |
|  | Ornithosuchus |
|  |               |

|  | Revueltosaurus |
|  |                |
|  | Aetosauria     |
|  |                |

|  | Ticinosuchus                          |
|  |                                       |
|  | \| \| Paracrocodylomorpha \| \| \| \| |
|  |                                       |
|  | Paracrocodylomorpha                   |
|  |                                       |

|  | Paracrocodylomorpha |
|  |                     |

|  | Revueltosaurus |
|  |                |
|  | Aetosauria     |
|  |                |

|  | Ticinosuchus                          |
|  |                                       |
|  | \| \| Paracrocodylomorpha \| \| \| \| |
|  |                                       |
|  | Paracrocodylomorpha                   |
|  |                                       |

|  | Paracrocodylomorpha |
|  |                     |

|  | Riojasuchus   |
|  |               |
|  | Ornithosuchus |
|  |               |

|  | Revueltosaurus |
|  |                |
|  | Aetosauria     |
|  |                |

|  | Ticinosuchus                          |
|  |                                       |
|  | \| \| Paracrocodylomorpha \| \| \| \| |
|  |                                       |
|  | Paracrocodylomorpha                   |
|  |                                       |

|  | Paracrocodylomorpha |
|  |                     |

|  | Revueltosaurus |
|  |                |
|  | Aetosauria     |
|  |                |

|  | Ticinosuchus                          |
|  |                                       |
|  | \| \| Paracrocodylomorpha \| \| \| \| |
|  |                                       |
|  | Paracrocodylomorpha                   |
|  |                                       |

|  | Paracrocodylomorpha |
|  |                     |

## Paläoökologie
Fossilien von Ornithosuchus sind aus der Lossiemouth-Sandstone-Formation in Schottland bekannt. Der feinkörnige und helle Sandstein ist ca. 230 Millionen Jahre alt. Bei diesen Sedimenten handelt es sich um fossile Sanddünen; sie wurden also nicht durch Transport durch Wasser (fluviatil), sondern durch Windtransport (äolisch) abgelagert. Dominierende Herbivoren (Pflanzenfresser) der Formation waren der Rhynchosaurier Hyperodapedon und der Aetosaurier Stagonolepis. Ornithosuchus war wahrscheinlich der Spitzenprädator und zugleich der größte Räuber dieses Ökosystems, wobei Hyperodapedon und Stagonolepis vermutlich in das Beuteschema passten. Kleinere Reptilien waren der Procolophonide Leptopleuron, der Sphenodont Brachyrhinodon sowie der kleine Archosaurier Scleromochlus, die vermutlich von jungen Ornithosuchus und den Archosauriern Saltopus und Erpetosuchus gejagt wurden.